# Durance, Lot-et-Garonne
Durance là một xã thuộc tỉnh Lot-et-Garonne trong vùng Nouvelle-Aquitaine phía tây nam nước Pháp. Xã này nằm ở khu vực có độ cao từ 111-166 mét trên mực nước biển.